# Membrane fibro-élastique du larynx
La membrane fibro-élastique du larynx est un feuillet fibro-élastique qui double la muqueuse du larynx.
Elle est constituée de chaque côté par la membrane quadrangulaire et en bas du cône élastique du larynx.
Depuis la nomenclature NA2 la membrane quadrangulaire et le cône élastique sont considérés comme faisant partie de la membrane fibro-élastique. Mais historiquement, elle pouvait n'être constitué que du cône élastique.